# Esteros
Esteros é um filme dramático de coprodução internacional de 2016 dirigido por Papu Curotto.

## Enredo
Os amigos de infância Matías e Jerónimo chegam à adolescência e sentem atração sexual um pelo outro, antes de serem separados pelas circunstâncias. Mais tarde, já adultos, eles se reencontram, e o filme aborda temas de relacionamentos complicados e tensões sexuais, além de questões de homofobia internalizada.

## Elenco
- Ignacio Rogers como Matías
  - Joaquín Parada como Matías (jovem)
- Esteban Masturini como Jerónimo
  - Blas Finardi Niz como Jerónimo (jovem)
- María Merlino como Marilu
- Renata Calmon como Rochi
- Marcelo Subioto como Esteban
- Pablo Cura como Roberto
- Mariana Martinez como Inés
- Felipe Titto como Tuto
- Mercedes Gonzalez como Mariela
- Noelja Waldovino como Rita

## Prêmios e indicações
- 2016 – Festival de Gramado
  - Vencedor do Melhor Filme – Júri Popular
  - Vencedor do Prêmio Especial do Júri
- 2018 - Argentine Film Critics Association Awards
  - Indicação de Melhor Ator Revelação para Esteban Masturini